# City of Milton Keynes
 City of Milton Keynes är en enhetskommun i Buckinghamshire i England,  Storbritannien. Kommunen har 292 180 invånare (2022). Huvudort är Milton Keynes.
Hela kommunen är indelad i civil parishes:
- Abbey Hill, Astwood, Bletchley and Fenny Stratford, Bow Brickhill, Bradwell, Broughton and Milton Keynes, Calverton, Campbell Park, Castlethorpe, Central Milton Keynes, Chicheley, Clifton Reynes, Cold Brayfield, Emberton, Fairfields, Gayhurst, Great Linford, Hanslope, Hardmead, Haversham-cum-Little Linford, Kents Hill and Monkston, Lathbury, Lavendon, Little Brickhill, Loughton & Great Holm, Moulsoe, New Bradwell, Newport Pagnell, Newton Blossomville, North Crawley, Old Woughton, Olney, Ravenstone, Shenley Church End, Shenley Brook End, Sherington, Simpson and Ashland, Stantonbury, Stoke Goldington, Stony Stratford, Tyringham and Filgrave, Walton, Warrington, Wavendon, West Bletchley, Weston Underwood, Whitehouse, Woburn Sands, Wolverton and Greenleys och Woughton.[3]